# Konstanze von der Provence
Konstanze von der Provence (auch: Konstanze von Arles; * 986; † 25. Juli 1034 in Melun oder Senlis) war von 1003 bis 1031 Königin von Frankreich.

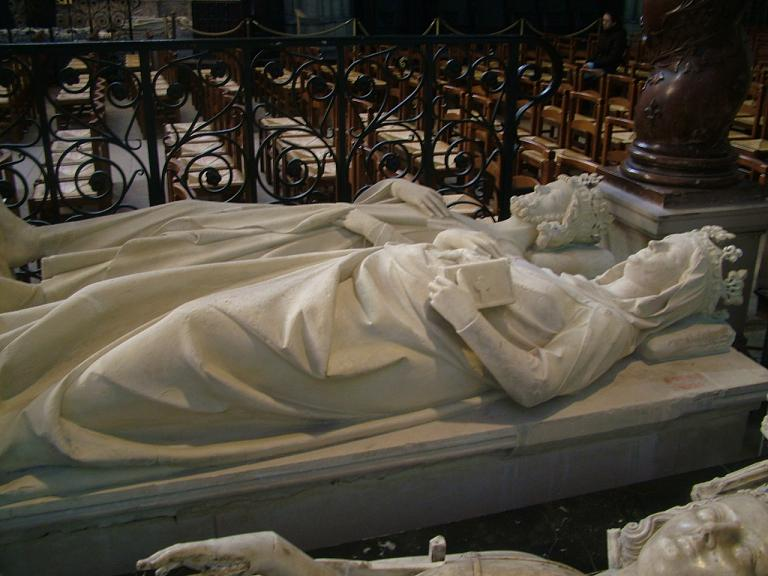
Grab von Robert II. und Konstanze in der Basilika von St-Denis

Tochter des Grafen Wilhelm I. von der Provence und der Adelheid von Anjou. Sie war dritte Frau des Königs Robert des Frommen von Frankreich und wurde 1007 Mutter seines erstgeborenen Sohnes Hugo.
Im Jahr 1007/1008 wurde Hugo von Beauvais, ein Vertrauter des Königs, bei einem Jagdausflug von 12 Soldaten, angeführt von Konstanzes Verwandtem Fulko III. Nerra, Graf von Anjou, ermordet. Inwieweit die Königin selbst in den Vorfall verwickelt war, ist unklar. Hugo von Beauvais soll aber Unfriede zwischen ihr und ihrem Mann gesät haben.
1010 ersuchte Robert bei Sergius IV. die Scheidung von Konstanze und Wiedervermählung mit seiner zweiten Ehefrau Bertha von Burgund. Diese Verbindung von Cousin und Cousine war zuvor von Papst Gregor V. gelöst worden, und sein Nachfolger blieb der Ablehnung der inzestuösen Beziehung treu.
Konstanzes ältester Sohn Hugo wurde 1017 zum Nebenkönig seines Vaters gekrönt. In der Folge kam es zu Spannungen zwischen Sohn und Eltern, bis dieser im Alter von etwa 18 Jahren starb. Es folgte ein Machtkampf zwischen König und Königin um die Thronfolge. Konstanze unterlag und Sohn Heinrich wurde 1027 statt des von ihr bevorzugten Robert gekrönt.
Daraufhin wiegelte Konstanze die Söhne zur Rebellion gegen den greisen Vater auf. Heinrich und Robert attackierten die Besitztümer Burgund bzw. Dreux, woraufhin ihr Vater beigab und bis zu seinem Tod 1031 Frieden einkehrte.
Nach dem Tod ihres Ehemannes verschlechterte sich auch Konstanzes Gesundheitszustand. Im Streit mit ihren Söhnen riss sie ihre Wittum an sich. Heinrich, materiell von Robert unterstützt, belagerte seine Mutter zunächst in Poissy, nach ihrer Flucht in Pontoise. Erst als er damit drohte, alle Bewohner ihres letzten Zufluchtsorts Le Puiset zu massakrieren ergab sie sich.
1033 trat sie in das Kloster Melun oder Senlis ein, wo sie am 25. Juli 1034 (andere Angaben: 28. Juli 1032) starb. Sie wurde in der Basilika von St-Denis neben ihrem Ehemann beigesetzt.

## Nachfahren
Aus der Ehe mit Robert II. von Frankreich entstammten sieben Kinder:
- Adele (Hadwig, * 1003; † nach 1063), Gräfin von Auxerre, ⚭ 1028 Rainald I. (Nevers) († 1040)
- Hugo (* 1007; † 17. September 1025), Kronprinz und ab 1017 Mitkönig
- Heinrich I. (* 1008; † 4. August 1060), König von Frankreich
- Adela (auch Adelheid, Adelaide oder Alix) (* 1009/1014; † 8. Januar 1079)

1. ⚭ 1027 Richard III. (Normandie) († 1027)
2. ⚭ 1028 Balduin V. (Flandern) († 1067)

- Robert (* 1011; † 21. März 1076), ab 1025 Herzog von Burgund
- Odo (* 1012/13; † 1056),
- Beatrice